# Пьеве-ди-Ледро
Пьеве-ди-Ледро (итал. Pieve di Ledro) — упраздённая коммуна в Италии, расположена в автономной области Трентино-Альто-Адидже, подчиняется административному центру Тренто.
Население коммуны, на 31.12.2009 года, составляло 650 человек, плотность населения — 34,21 чел./км². Коммуна занимала площадь 19 км². 
Почтовый индекс — 38060. Телефонный код — 0464.
В коммуне 25 марта особо празднуется Благовещение Пресвятой Богородицы. 

## История
Коммуна Пьеве-ди-Ледро была упразднена 1 января 2010 года, с целью создания новой коммуны Ледро. Она была создана путём объединения коммуны Пьеве-ди-Ледро с соседними коммунами Бедзекка, Кончеи, Молина-ди-Ледро, Тиарно-ди-Сотто и Тиарно-ди-Сопра.  

## Демография
Динамика населения:

## Администрация коммуны
- Официальный сайт: